# Gewöhnliches Steifgras
Das Gewöhnliche Steifgras oder Gewöhnlich-Starrgras (Catapodium rigidum) ist eine Art aus der Gattung Catapodium in der Familie der Süßgräser (Poaceae). Es ist weltweit verbreitet. Die Bestände in Österreich sind erloschen, in Deutschland tritt es stellenweise unbeständig auf.

## Beschreibung

### Vegetative Merkmale
Das Gewöhnliche Steifgras ist ein einjähriges, in kleinen Büscheln wachsendes, häufig graugrünes Süßgras. Die Halme sind 3 bis 30 Zentimeter lang, aufgerichtet oder gekniet aufsteigend, steif, glatt, unbehaart und bilden zwei bis fünf Knoten. Die Blattscheide ist stark gerieft, glatt und unbehaart. Das Blatthäutchen ist ein 1 bis 3 Millimeter langer, häutiger Saum. Die Blattspreite ist 1 bis 8 Zentimeter lang, 0,5 bis 2 Millimeter breit, flach ausgebreitet oder eingerollt. Die Oberseite und die Blattspitze sind unbehaart und rau, die Unterseite ist ebenfalls unbehaart aber glatt.

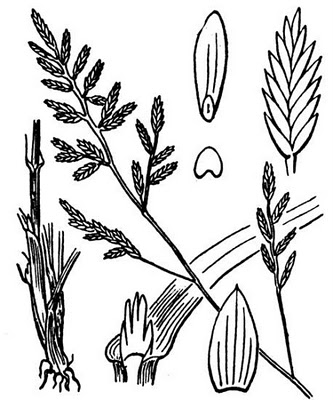
Habitus, Illustration

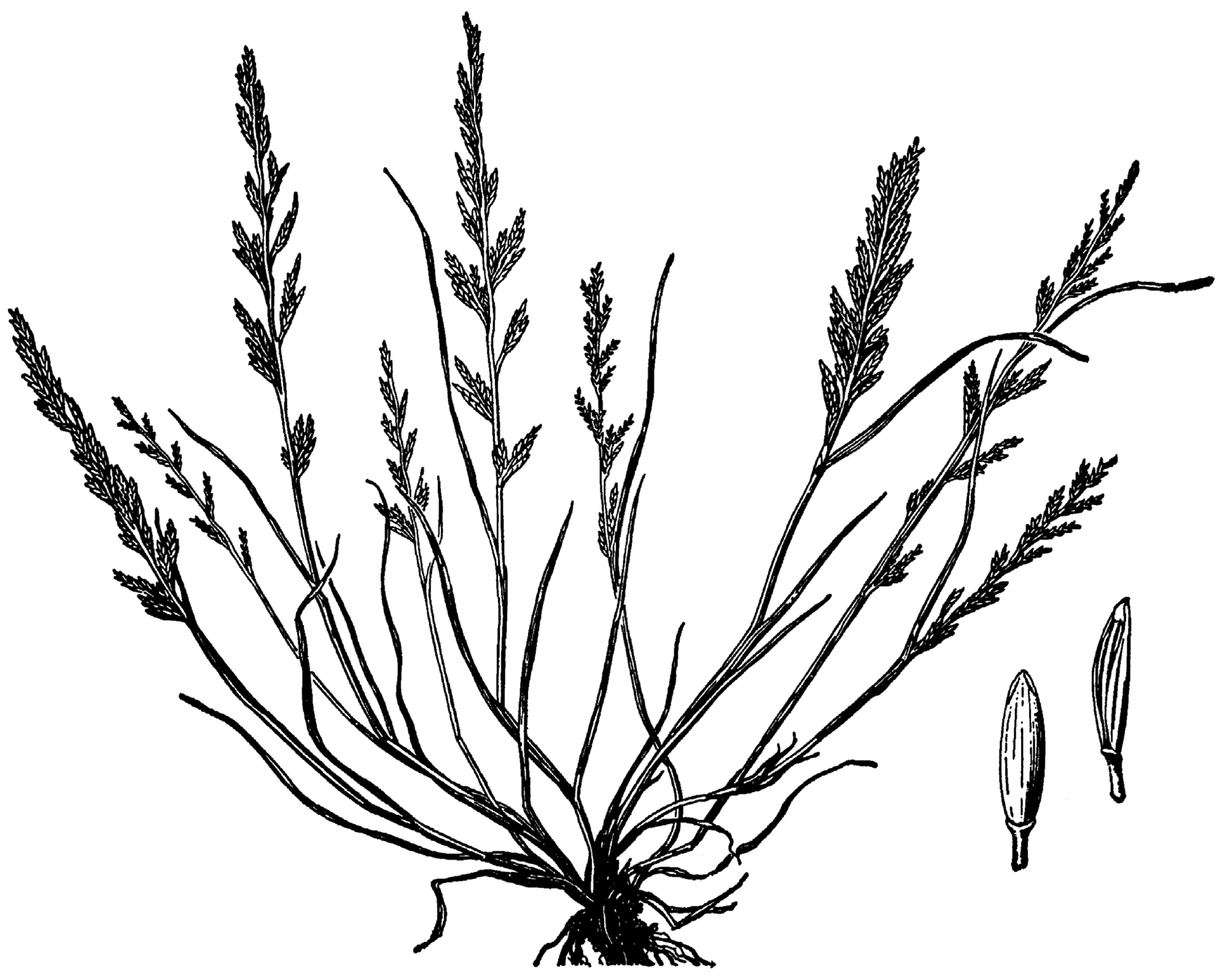
Gewöhnliches Steifgras (Catapodium rigidum), Illustration

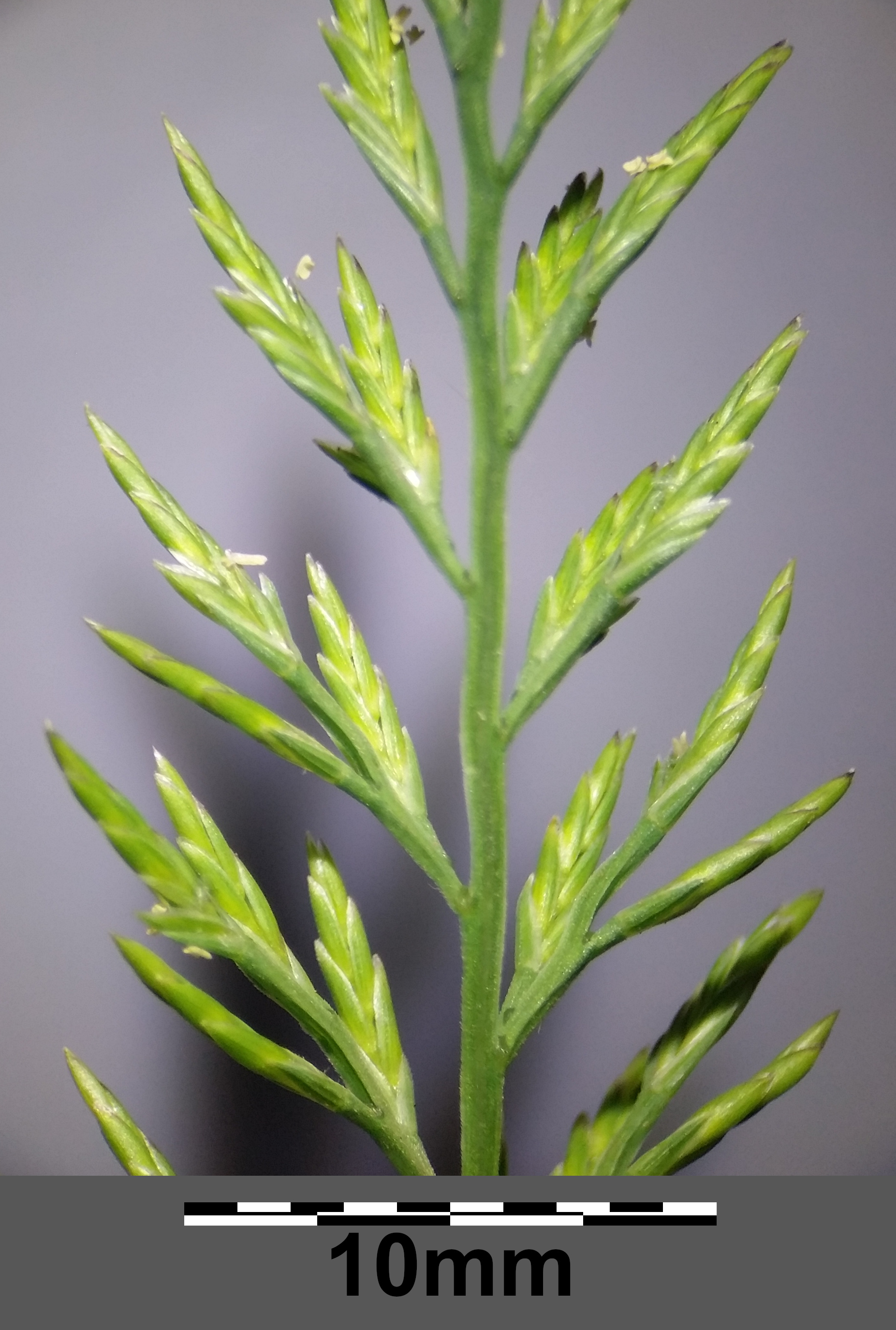
Blütenstand

### Generative Merkmale
Der Blütenstand ist eine 2 bis 8 Zentimeter lange und bis zu 2,5 Zentimeter breite, einseitige, mehr oder weniger dichte, ausgebreitete Rispe. Die Seitenäste gehen einzeln von der steifen Hauptachse aus. Die Ährchen stehen wechselständig, die oberen Seitenäste tragen jeweils nur ein Ährchen. Die Seitenäste und die etwa 1,5 Millimeter langen Ährchenstiele sind dick und rau. Die Ährchen sind vier- bis zehnblütig und 4 bis 7 Millimeter lang. Die Hüllspelzen sind von der Seite gesehen lanzettlich, spitz, derbhäutig, kahl und gekielt. Die beiden Hüllspelzen je Ährchen sind zueinander ziemlich ungleich: Die untere ist ein- bis dreinervig und 1,2 bis 1,5 Millimeter lang, die obere ist dreinervig und 1,5 bis 2 Millimeter lang. Die Deckspelze ist fünfnervig, 2 bis 2,5 Millimeter lang, elliptisch und am oberen Ende abgerundet, häutig, glatt und kahl und hat dünnere Ränder. Der Mittelnerv läuft häufig in einer kurzen Grannenspitze aus. Die Vorspelze ist zweinervig, 2 bis 2,5 Millimeter lang, lanzettlich und an den Kielen durch kurze Stachelhaare rau. Die drei Staubbeutel sind 0,3 bis 0,5 Millimeter lang. Der Fruchtknoten ist kahl. Die Blütezeit reicht von Mai bis Juli.
Die Frucht ist 1,6 bis 1,8 Millimeter lang, glatt und kahl und im Umriss schmal elliptisch. Der Embryo hat etwa ein Fünftel der Länge der Frucht. Das Hilum ist elliptisch.
Die Chromosomenzahl beträgt 2n = 14.

## Verbreitung und Ökologie
Das Verbreitungsgebiet reicht in Europa von Portugal und Spanien bis Irland und Schottland und über das Mittelmeergebiet bis in den Kaukasus, den Iran und Arabien. In dem Niederlanden, Belgien, Luxemburg, Elsaß und Lothringen, Niederösterreich, Salzburg und Steiermark, im Wallis und im Tessin ist es ebenfalls heimisch. In Österreich gelten die Bestände als erloschen. In Deutschland treten manchmal stellenweise Kümmerformen mit kurzen Halmen und kleinen, kaum verzweigten Rispen auf. Beobachtet wurde die Art beispielsweise 1993 in Aachen, von 1973 bis 1982 in Bonn, 1980 und 1991 in Stuttgart und 1984 in Darmstadt. Es tritt besonders in Großstädten auf.
Außerhalb Europas findet man das Gewöhnliche Steifgras im Norden, Nordosten und Süden von Afrika, auf Makaronesien, in Australien, Neuseeland, den Vereinigten Staaten, Südamerika und in der Karibik.
Man findet die Art in Mitteleuropa nur an den wärmsten Stellen an Wegrändern und Schuttplätzen, in Weinbergen, in Felsspalten und an Mauern. Es wächst auf trockenen, steinig-sandigen, nährstoffarmen, meist kalkhaltigen, flachgründigen Böden. Das Gewöhnliche Steifgras ist ein Therophyt, Trockenheitszeiger, Basenzeiger, Mineralbodenzeiger und eine Lichtpflanze. Im Mittelmeergebiet ist es eine Charakterart der Klasse Thero-Brachypodietea. In Mitteleuropa kommt es in Gesellschaften des Verbands Thero-Airion und oft zusammen mit dem Mäuseschwanz-Federschwingel (Vulpia myuros) vor.
Die ökologischen Zeigerwerte nach Landolt et al. 2010 sind in der Schweiz: Feuchtezahl F = 1 (sehr trocken), Lichtzahl L = 5 (sehr hell), Reaktionszahl R = 4 (neutral bis basisch), Temperaturzahl T = 4+ (warm-kollin), Nährstoffzahl N = 3 (mäßig nährstoffarm bis mäßig nährstoffreich), Kontinentalitätszahl K = 2 (subozeanisch).

## Systematik und Taxonomie
Das Gewöhnliche Steifgras Catapodium rigidum ist eine Art aus der Gattung Catapodium in der Familie der Süßgräser (Poaceae). Die Art wurde 1755 von Carl von Linné in der Centuria I. Plantarum ... S. 5 als Poa rigida (Basionym) erstbeschrieben, er stellte es damit zu den Rispengräsern (Poa). Charles Edward Hubbard stellte die Art 1953 in: John George Dony: Flora of Bedfordshire  S. 437 als Catapodium rigidum (L.) C.E.Hubb. in die Gattung Catapodium. Synonyme sind unter anderen Desmazeria rigida (L.) Tutin, Festuca rigida Roth, Glyceria rigida (L.) Sm., Megastachya rigida (L.) Roem. & Schult., Poa rigida L.,  Sclerochloa rigida (L.) Link,   Scleropoa rigida Grossh., Scleropoa subspicata Sennen, Synaphe rigida (L.) Dulac.
Man kann zwei Unterarten und eine Varietät unterscheiden:
- Catapodium rigidum subsp. hemipoa (Delile ex Spreng.) Kerguélen (Syn.: Poa hemipoa (Spreng.) Loret & Barrandon, Sclerochloa hemipoa (Spreng.) Guss., Scleropoa hemipoa (Spreng.) Parl., Triticum hemipoa (Spreng.) Delile ex Ten.): Sie kommt in Makaronesien und vom Mittelmeerraum bis zum Iran vor.[13]
- Catapodium rigidum var. majus (C.Presl) M.Laínz: Sie kommt vom östlichen Mittelmeerraum bis in den Iran vor.[13]
- Catapodium rigidum subsp. rigidum (Syn.: Megastachya pulchella Roem. & Schult., Sclerochloa filiformis Tornab., Sclerochloa zwierleinii Lojac., Scleropoa zwierleinii Lojac., Scleropoa villaris Sennen & Mauricio): Sie kommt in Makaronesien und von Europa bis zum Iran und Dschibuti vor.[13]